# Branko Miletić
Branko Miletić (in serbo Бранко Милетић?; 1º luglio 1932) è un ex cestista jugoslavo.

## Carriera
Con la Jugoslavia ha disputato i Campionati europei del 1957.